# Fantasy Filmfest 1992
Das 6. Fantasy Filmfest (1992) fand in der Zeit vom Freitag, den 13. März, bis Sonntag, den 22. März 1992, im Metropolis Kino am Dammtor, im Alabama Kino und in der Markthalle in Hamburg, sowie vom Donnerstag, den 30. Juli, bis Sonntag, den 8. August 1992, im CINEMA-Filmtheater in München, vom Mittwoch, den 5. August, bis Sonntag, dem 9. August 1992, in Berlin, und von Dienstag, den 25. August, bis Dienstag, den 1. September 1992, in Köln statt.
Erstmal kam in der Zeit vom Dienstag, dem 11. August, bis Sonntag, den 16. August 1992, Frankfurt am Main als Festivalstadt dazu. Es bot eine Zusammenstellung von Klassikern aus den verschiedenen Genres des phantastischen Films sowie Welturaufführungen und Produktionen in deutscher Erstaufführung.

## Liste der gezeigten Filme
| Originaltitel                                            | Deutscher Titel | Land                             | Jahr | Regisseur                                 | Hamburg | München | Berlin | Köln | Frankfurt | Sparte                               |
| -------------------------------------------------------- | --- | -------------------------------- | ---- | ----------------------------------------- | ------- | ------- | ------ | ---- | --------- | ------------------------------------ |
| Abbott and Costello Meet Frankenstein                    | Abbott und Costello treffen Frankenstein | USA                              | 1948 | Charles Barton                            | -       | X       | -      | -    | -         | Universal Classics                   |
| Alligator                                                | Der Horror-Alligator | USA                              | 1980 | Lewis Teague                              | X       | -       | -      | -    | -         | Die Natur schlägt zurück             |
| Amityville 1992: It’s About Time                         | Amityville 6 – Face of Terror | USA                              | 1992 | Tony Randel                               | -       | X       | X      | -    | X         | Premieren Previews                   |
| Android                                                  | Der Android | USA                              | 1982 | Aaron Lipstadt                            | X       | -       | -      | -    | -         | Klaus Kinski-Special                 |
| Anguish                                                  | -- | Spanien                          | 1987 | Bigas Luna                                | X       | X       | -      | -    | -         | Vergessene Highlights der 80er Jahre |
| Assault on Precinct 13                                   | Assault – Anschlag bei Nacht | USA                              | 1976 | John Carpenter                            | -       | X       | -      | -    | X         | Das Kino des John Carpenter          |
| The Avengers: Emma Peel                                  | Mit Schirm, Charme und Melone (2 Folgen: "A Surfeit of H²O" und "The Girl from Auntie") | USA                              | 1965 | Diverse                                   | X       | X       | X      | -    | X         | TV-Classics                          |
| The Avengers: Emma Peel                                  | Mit Schirm, Charme und Melone (2 Folgen: "The Living Dead" und "The Positive-Negative Man") | USA                              | 1967 | Diverse                                   | X       | -       | -      | -    | X         | TV-Classics                          |
| The Avengers: Tara King                                  | Mit Schirm, Charme und Melone (2 Folgen: "Super Secret Cyber Snatch" und "False Witness") | USA                              | 1968 | Diverse                                   | X       | -       | -      | -    | -         | TV-Classics                          |
| Babylon                                                  | Babylon – Im Bett mit dem Teufel | Deutschland                      | 1992 | Ralf Huettner                             | X       | X       | X      | -    | -         | Premieren Previews                   |
| Bad Channels                                             | Cosmo | USA                              | 1992 | Ted Nicolaou                              | -       | X       | X      | -    | X         | Full Moon Road Show                  |
| Bad Taste                                                | -- | Neuseeland                       | 1987 | Peter Jackson                             | X       | X       | -      | X    | X         | Vergessene Highlights der 80er Jahre |
| The Beginning or the End                                 | -- | USA                              | 1947 | Norman Taurog                             | X       | -       | -      | -    | -         | Die Natur schlägt zurück             |
| 37,2 °C le matin                                         | Betty Blue – 37,2 Grad am Morgen | Frankreich                       | 1986 | Jean-Jacques Beineix                      | -       | -       | -      | -    | X         | Premieren Previews                   |
| Bill & Ted’s Bogus Journey                               | Bill & Ted’s verrückte Reise in die Zukunft | USA                              | 1991 | Peter Hewitt                              | X       | X       | X      | -    | X         | Premieren Previews                   |
| The Black Castle                                         | Das schwarze Schloß | USA                              | 1952 | Nathan Juran                              | X       | X       | -      | -    | X         | Universal Classics                   |
| The Black Cat                                            | Die schwarze Katze | USA                              | 1934 | Edgar G. Ulmer                            | X       | X       | X      | -    | -         | Universal Classics                   |
| Black Friday                                             | Schwarzer Freitag | USA                              | 1940 | Arthur Lubin                              | X       | X       | -      | -    | X         | Universal Classics                   |
| Blood Beach                                              | Blood Beach – Horror am Strand | USA                              | 1981 | Jeffrey Bloom                             | X       | -       | -      | -    | -         | Die Natur schlägt zurück             |
| Blue Sunshine                                            | -- | USA                              | 1977 | Jeff Lieberman                            | X       | -       | -      | -    | -         | Wiederaufführungen                   |
| The Borrower                                             | Alienkiller | USA                              | 1991 | John McNaughton                           | X       | X       | X      | -    | -         | Premieren Previews                   |
| Brain Damage                                             | Elmer | USA                              | 1988 | Frank Henenlotter                         | -       | X       | -      | -    | -         | Vergessene Highlights der 80er Jahre |
| Braindead                                                | Braindead – Der Zombie-Rasenmähermann (alt.: Dead Alive) | Neuseeland                       | 1992 | Peter Jackson                             | X       | X       | X      | X    | X         | Premieren Previews                   |
| Bride of Frankenstein                                    | Frankensteins Braut | USA                              | 1935 | James Whale                               | X       | X       | -      | -    | -         | Universal Classics                   |
| The Brood                                                | Die Brut | Kanada                           | 1979 | David Cronenberg                          | X       | -       | -      | -    | -         | David Cronenberg - Retrospektive     |
| The Brute Man                                            | -- | USA                              | 1946 | Jean Yarbrough                            | X       | X       | -      | -    | -         | Universal Classics                   |
| 喋血街頭                                                 | Bullet in the Head | Hongkong                         | 1990 | John Woo                                  | X       | -       | -      | -    | -         | Premieren Previews                   |
| The Butcher’s Wife                                       | Der Mann ihrer Träume | USA                              | 1991 | Terry Hughes                              | X       | -       | -      | -    | -         | Premieren Previews                   |
| The Cat and the Canary                                   | Spuk im Schloß | USA                              | 1927 | Paul Leni                                 | X       | X       | -      | -    | -         | Universal Classics                   |
| Child's Play 3                                           | Chucky 3 | USA                              | 1991 | Jack Bender                               | X       | X       | X      | -    | X         | Premieren Previews                   |
| Children of the Corn II: The Final Sacrifice             | Kinder des Zorns 2 – Tödliche Ernte | USA                              | 1993 | David Price                               | X       | X       | X      | -    | X         | Premieren Previews                   |
| Clownhouse                                               | -- | USA                              | 1989 | Victor Salva                              | X       | -       | -      | -    | -         | Wiederaufführungen                   |
| Cold heaven                                              | Kalter Himmel | USA                              | 1991 | Nicolas Roeg                              | X       | X       | X      | -    | X         | Thriller und Killer                  |
| Cool World                                               | -- | USA                              | 1992 | Ralph Bakshi                              | -       | X       | X      | -    | X         | Eröffnungsfilm                       |
| The Strange World of Planet X                            | -- (alt.: Cosmic Monsters) | USA                              | 1958 | Gilbert Gunn                              | X       | -       | -      | -    | -         | Die Natur schlägt zurück             |
| Creepshow                                                | -- | USA                              | 1982 | George A. Romero                          | -       | X       | -      | -    | -         | Vergessene Highlights der 80er Jahre |
| Critters 3                                               | Critters 3 – Die Kuschelkiller kommen | USA                              | 1991 | Kristine Peterson                         | X       | X       | -      | -    | -         | Premieren Previews                   |
| Dark Star                                                | Dark Star – Finsterer Stern | USA                              | 1974 | John Carpenter                            | X       | -       | -      | -    | X         | Das Kino des John Carpenter          |
| Day of the Animals                                       | Panik in der Sierra Nova | USA                              | 1977 | William Girdler                           | X       | -       | -      | -    | -         | Die Natur schlägt zurück             |
| Dead Calm                                                | Todesstille | Australien, USA                  | 1989 | Phillip Noyce                             | -       | X       | -      | -    | -         | Vergessene Highlights der 80er Jahre |
| Dead Ringers                                             | Die Unzertrennlichen | Kanada, USA                      | 1988 | David Cronenberg                          | X       | -       | -      | -    | -         | David Cronenberg - Retrospektive     |
| The Dead Zone                                            | Dead Zone | USA                              | 1983 | David Cronenberg                          | X       | -       | -      | -    | -         | David Cronenberg - Retrospektive     |
| Defending Your Life                                      | Rendezvous im Jenseits | USA                              | 1991 | Albert Brooks                             | X       | X       | X      | -    | -         | Premieren Previews                   |
| Delicatessen                                             | -- | Frankreich                       | 1991 | Jean-Pierre Jeunet und Marc Caro          | X       | X       | X      | X    | X         | Eröffnungsfilm                       |
| Deliverance                                              | Beim Sterben ist jeder der Erste | USA                              | 1972 | John Boorman                              | X       | -       | -      | -    | -         | Die Natur schlägt zurück             |
| Dracula                                                  | -- | USA                              | 1931 | Tod Browning                              | X       | X       | -      | -    | -         | Universal Classics                   |
| Nella stretta morsa del ragno                            | Dracula im Schloß des Schreckens | Italien, Deutschland, Frankreich | 1971 | Anthony M. Dawson                         | X       | -       | -      | -    | -         | Klaus Kinski-Special                 |
| Dressed to Kill                                          | Jagd auf Spieldosen (alt.: Todbringende Spieldosen) | USA                              | 1946 | Roy William Neill                         | X       | X       | -      | -    | -         | Universal Classics                   |
| Drop Dead Fred                                           | Mein böser Freund Fred | USA, Großbritannien              | 1991 | Ate de Jong                               | X       | X       | X      | -    | -         | Premieren Previews                   |
| Dust Devil                                               | -- | Großbritannien                   | 1992 | Richard Stanley                           | X       | X       | X      | -    | X         | Premieren Previews                   |
| Earth vs. the Flying Saucers                             | Fliegende Untertassen greifen an | USA                              | 1956 | Fred F. Sears                             | X       | -       | -      | -    | -         | Wiederaufführungen                   |
| Forbrydelsens element                                    | The Element of Crime: Spuren des Verbrechens | Dänemark                         | 1984 | Lars von Trier                            | -       | X       | -      | -    | -         | Vergessene Highlights der 80er Jahre |
| Escape from New York                                     | Die Klapperschlange | Großbritannien, USA              | 1981 | John Carpenter                            | X       | X       | -      | -    | X         | Das Kino des John Carpenter          |
| Exorcist II: The Heretic                                 | Exorzist II – Der Ketzer | USA                              | 1977 | John Boorman                              | X       | -       | -      | -    | -         | Die Natur schlägt zurück             |
| Eyes of Laura Mars                                       | Die Augen der Laura Mars | USA                              | 1978 | Irvin Kershner                            | X       | X       | -      | -    | -         | Das Kino des John Carpenter          |
| FernGully: The Last Rainforest                           | FernGully – Christa und Zaks Abenteuer im Regenwald | USA                              | 1992 | Bill Kroyer                               | X       | X       | X      | -    | X         | Fantasy für Kinder und Erwachsene    |
| Field of Dreams                                          | Feld der Träume | USA                              | 1989 | Phil Alden Robinson                       | -       | X       | -      | -    | -         | Vergessene Highlights der 80er Jahre |
| The Fly                                                  | Die Fliege | Kanada, USA                      | 1986 | David Cronenberg                          | X       | -       | -      | -    | -         | David Cronenberg - Retrospektive     |
| John Carpenter’s The Fog                                 | The Fog - Nebel des Grauens | USA                              | 1980 | John Carpenter                            | X       | X       | -      | -    | -         | Das Kino des John Carpenter          |
| Frankenstein                                             | -- | USA                              | 1931 | James Whale                               | X       | X       | -      | -    | -         | Universal Classics                   |
| Frankenstein Meets the Wolf Man                          | Frankenstein trifft den Wolfsmenschen | USA                              | 1943 | Roy William Neill                         | X       | X       | -      | -    | X         | Universal Classics                   |
| Frau im Mond                                             | -- | Deutschland                      | 1929 | Fritz Lang                                | X       | X       | -      | -    | -         | Wiederaufführungen                   |
| Freejack                                                 | Freejack – Geisel der Zukunft | USA                              | 1992 | Geoff Murphy                              | X       | -       | -      | -    | -         | Premieren Previews                   |
| The Gamma People                                         | -- | Großbritannien, USA              | 1956 | John Gilling                              | X       | -       | -      | -    | -         | Wiederaufführungen                   |
| The Ghost of Frankenstein                                | Frankenstein kehrt wieder | USA                              | 1942 | Erle C. Kenton                            | X       | -       | X      | -    | -         | Universal Classics                   |
| ゴジラvsキングギドラ (Gojira tai Kingu Ghidora)          | Godzilla – Duell der Megasaurier | Japan                            | 1991 | Kazuki Omori                              | X       | -       | -      | -    | -         | Premieren Previews                   |
| キングコング対ゴジラ (Kingu Kongu tai Gojira)            | Die Rückkehr des King Kong | Japan                            | 1962 | Ishirō Honda                              | X       | -       | -      | -    | -         | Wiederaufführungen                   |
| Halloween                                                | Halloween – Die Nacht des Grauens | USA                              | 1978 | John Carpenter                            | X       | X       | -      | -    | X         | Das Kino des John Carpenter          |
| Happy Hell Night                                         | -- | Jugoslawien, Kanada              | 1992 | Brian Owens                               | X       | -       | -      | -    | -         | Splatter Double-Feature              |
| Hardware                                                 | M.A.R.K. 13 – Hardware | Großbritannien                   | 1990 | Richard Stanley                           | -       | X       | -      | -    | X         | Vergessene Highlights der 80er Jahre |
| Heathers                                                 | -- | USA                              | 1988 | Michael Lehmann                           | X       | X       | -      | -    | X         | Vergessene Highlights der 80er Jahre |
| Hellbound: Hellraiser II                                 | Hellbound – Hellraiser II | Großbritannien, USA              | 1988 | Tony Randel                               | X       | X       | -      | -    | X         | Vergessene Highlights der 80er Jahre |
| Hellraiser                                               | Hellraiser – Das Tor zur Hölle | Großbritannien                   | 1987 | Clive Barker                              | -       | X       | -      | -    | X         | Vergessene Highlights der 80er Jahre |
| Hellraiser III                                           | -- | USA                              | 1992 | Anthony Hickox                            | X       | X       | X      | -    | X         | Premieren Previews                   |
| The Hitcher                                              | Hitcher, der Highway Killer | USA                              | 1986 | Robert Harmon                             | -       | X       | -      | -    | -         | Vergessene Highlights der 80er Jahre |
| I Bought a Vampire Motorcycle                            | Iron Thunder | Großbritannien                   | 1990 | Dirk Campbell                             | X       | X       | X      | -    | -         | Premieren Previews                   |
| The Initiation                                           | Blutweihe | USA                              | 1984 | Larry Stewart                             | X       | -       | -      | -    | -         | Wiederaufführungen                   |
| It came from Hollywood                                   | -- | USA                              | 1982 | Andrew Solt und Malcolm Leo               | X       | X       | X      | X    | X         | TV-Classics                          |
| Jagged Edge                                              | Das Messer | USA                              | 19   | Richard Marquand                          | -       | X       | -      | -    | -         | Vergessene Highlights der 80er Jahre |
| Just Before Dawn                                         | Vor Morgengrauen | USA                              | 1981 | Jeff Lieberman                            | X       | -       | -      | -    | -         | Wiederaufführungen                   |
| King Kong                                                | King Kong und die weiße Frau | USA                              | 1933 | Merian C. Cooper und Ernest B. Schoedsack | X       | X       | X      | -    | X         | Universal Classics                   |
| Kingdom of the Spiders                                   | Mörderspinnen | USA                              | 1977 | John „Bud“ Cardos                         | X       | -       | -      | -    | -         | Die Natur schlägt zurück             |
| Late for Dinner                                          | Late for Dinner – Eine zeitlose Liebe | USA                              | 1991 | W. D. Richter                             | X       | X       | X      | -    | -         | Premieren Previews                   |
| The Legacy                                               | Das Haus des Satans | Großbritannien                   | 1978 | Richard Marquand                          | X       | X       | X      | -    | -         | Premieren Previews                   |
| Le Dernier Combat                                        | Der letzte Kampf | Frankreich                       | 1983 | Luc Besson                                | X       | -       | -      | -    | -         | Die Natur schlägt zurück             |
| Liebestraum                                              | Todestraum – Der letzte Zeuge schweigt | USA                              | 1991 | Mike Figgis                               | X       | X       | X      | -    | X         | Thriller und Killer                  |
| De lift                                                  | Fahrstuhl des Grauens | Niederlande                      | 1983 | Dick Maas                                 | -       | X       | -      | -    | -         | Vergessene Highlights der 80er Jahre |
| Non si deve profanare il sonno dei morti                 | Das Leichenhaus der lebenden Toten | Italien, Spanien                 | 1974 | Jorge Grau                                | X       | -       | -      | -    | -         | Die Natur schlägt zurück             |
| The Lost Boys                                            | -- | USA                              | 1987 | Joel Schumacher                           | -       | X       | -      | -    | -         | Vergessene Highlights der 80er Jahre |
| Lucky Stiff                                              | Der Dicke und die Schöne... zum Fressen gern | USA                              | 1988 | Anthony Perkins                           | X       | -       | -      | -    | -         | Premieren Previews                   |
| Monster from Green Hell                                  | -- | USA                              | 1957 | Kenneth G. Crane                          | X       | -       | -      | -    | -         | Die Natur schlägt zurück             |
| Morons from Outer Space                                  | Star Cracks – Die irre Bruchlandung der Außerirdischen | Großbritannien                   | 1985 | Mike Hodges                               | X       | X       | X      | -    | -         | Premieren Previews                   |
| The Mummy                                                | Die Mumie | USA                              | 1932 | Karl Freund                               | X       | X       | -      | -    | X         | Universal Classics                   |
| The Mummy’s Hand                                         | Die Hand der Mumie | USA                              | 1940 | Christy Cabanne                           | X       | X       | -      | -    | -         | Universal Classics                   |
| Murky Water                                              | La Bañyera | Spanien                          | 1989 | Jesús Garay                               | X       | X       | X      | -    | X         | Premieren Previews                   |
| The Guyver                                               | Mutronics – Invasion der Supermutanten | USA                              | 1991 | Screaming Mad George und Steve Wang       | X       | X       | X      | -    | X         | Premieren Previews                   |
| Il Conte Dracula                                         | Nachts, wenn Dracula erwacht | Spanien, Italien, Deutschland    | 1970 | Jess Franco                               | X       | -       | -      | -    | -         | Klaus Kinski-Special                 |
| Naked Lunch                                              | -- | Kanada, Großbritannien           | 1991 | David Cronenberg                          | X       | -       | -      | -    | -         | Premieren Previews                   |
| Nemesis                                                  | -- | USA                              | 1992 | Albert Pyun                               | X       | X       | X      | -    | X         | Premieren Previews                   |
| Netherworld                                              | Im Bann des Voodoos | USA                              | 1992 | David Schmoeller                          | -       | X       | -      | -    | X         | Full Moon Road Show                  |
| Nosferatu – Phantom der Nacht                            | -- | Deutschland, Frankreich          | 1979 | Werner Herzog                             | X       | -       | -      | -    | -         | Klaus Kinski-Special                 |
| Nosferatu – Eine Symphonie des Grauens                   | -- | Deutschland                      | 1922 | Friedrich Wilhelm Murnau                  | X       | X       | -      | -    | -         | Wiederaufführungen                   |
| Nothing But Trouble                                      | Valkenvania – Die wunderbare Welt des Wahnsinns | USA                              | 1991 | Dan Aykroyd                               | X       | X       | X      | -    | -         | Premieren Previews                   |
| 黃飛鴻 (Wong Fei-hung)                                   | Once Upon a Time in China | Hongkong                         | 1991 | Tsui Hark                                 | X       | -       | -      | -    | -         | Premieren Previews                   |
| Paris Trout                                              | Tollwütig | USA                              | 1991 | Stephen Gyllenhaal                        | X       | X       | X      | -    | X         | Thriller und Killer                  |
| Phantasm II                                              | Das Böse II | USA                              | 1988 | Don Coscarelli                            | X       | X       | -      | X    | X         | Vergessene Highlights der 80er Jahre |
| Picnic at Hanging Rock                                   | Picknick am Valentinstag | Australien                       | 1975 | Peter Weir                                | X       | -       | -      | -    | -         | Die Natur schlägt zurück             |
| John Carpenter’s Prince of Darkness                      | Die Fürsten der Dunkelheit | USA                              | 1987 | John Carpenter                            | X       | X       | -      | -    | X         | Das Kino des John Carpenter          |
| The Raven                                                | Der Rabe | USA                              | 1935 | Louis Friedlander                         | X       | X       | X      | -    | X         | Universal Classics                   |
| Reservoir Dogs                                           | Reservoir Dogs – Wilde Hunde | USA                              | 1992 | Quentin Tarantino                         | X       | X       | X      | -    | X         | Thriller und Killer                  |
| The Resurrected                                          | The Resurrected – Die Saat des Bösen (alt.: Evil Dead – Die Saat des Bösen) | USA                              | 1991 | Dan O’Bannon                              | X       | X       | X      | -    | -         | Premieren Previews                   |
| Scanners                                                 | Scanners – Ihre Gedanken können töten | Kanada                           | 1981 | David Cronenberg                          | X       | X       | X      | X    | X         | David Cronenberg - Retrospektive     |
| Seedpeople                                               | Sway | USA                              | 1992 | Peter Manoogian                           | -       | X       | X      | -    | X         | Full Moon Road Show                  |
| Southern Comfort                                         | Die letzten Amerikaner | USA                              | 1981 | Walter Hill                               | X       | -       | -      | -    | -         | Die Natur schlägt zurück             |
| Split Second                                             | -- | Großbritannien, USA              | 1992 | Tony Maylam                               | X       | X       | X      | -    | X         | Premieren Previews                   |
| Shivers                                                  | Parasiten-Mörder | Kanada                           | 1975 | David Cronenberg                          | X       | X       | X      | X    | X         | David Cronenberg - Retrospektive     |
| Squirm                                                   | Squirm – Invasion der Bestien | USA                              | 1976 | Jeff Lieberman                            | X       | -       | -      | -    | -         | Die Natur schlägt zurück             |
| Solar Crisis                                             | Starfire | USA, Japan                       | 1990 | Alan Smithee resp. Richard C. Sarafian    | X       | X       | -      | -    | -         | Premieren Previews                   |
| The Strange Door                                         | Hinter den Mauern des Grauens | USA                              | 1951 | Joseph Pevney                             | X       | X       | -      | -    | -         | Universal Classics                   |
| Kuutamosonaatti 2: Kadunlakaisijat (The Street Sweepers) | Army of Zombies (alt.: Muttertag 3) | Finnland                         | 1991 | Olli Soinio                               | X       | X       | X      | -    | X         | Premieren Previews                   |
| Them!                                                    | Formicula | USA                              | 1954 | Gordon Douglas                            | X       | -       | -      | -    | -         | Die Natur schlägt zurück             |
| John Carpenter’s They Live                               | Sie leben | USA                              | 1988 | John Carpenter                            | X       | X       | -      | -    | X         | Das Kino des John Carpenter          |
| The Thing                                                | Das Ding aus einer anderen Welt | USA                              | 1982 | John Carpenter                            | X       | X       | -      | -    | X         | Das Kino des John Carpenter          |
| Tower Of London                                          | Der Henker von London | USA                              | 1939 | Rowland V. Lee                            | X       | X       | -      | -    | -         | Universal Classics                   |
| Twilight Zone: The Movie                                 | Unheimliche Schattenlichter | USA                              | 1983 | Diverse                                   | -       | X       | -      | -    | -         | Vergessene Highlights der 80er Jahre |
| Twilight Zone-Night                                      | Twilight Zone (9 Folgen: "Time enough at last", "The After Hours", "Death's Head Revisited", "Peaole are alike all over", "Characters in Search of an Exit", "To Serve Man", "Judgement Night", "Nightmare at 20,000 Feet" und "The Midnight Sun") | USA                              | 1992 | Diverse                                   | X       | -       | -      | -    | -         | TV-Classics                          |
| Twin Peaks: Fire Walk with Me                            | Twin Peaks – Der Film | USA                              | 1992 | David Lynch                               | X       | -       | -      | -    | -         | Premieren Previews                   |
| Due occhi diabolici                                      | Two Evil Eyes | Italien, USA                     | 1990 | Dario Argento und George A. Romero        | X       | X       | X      | -    | X         | Premieren Previews Previews          |
| Unheimliche Geschichten                                  | -- | Deutschland                      | 1919 | Richard Oswald                            | X       | X       | X      | -    | -         | Wiederaufführungen                   |
| Videodrome                                               | -- | Kanada, USA                      | 1983 | David Cronenberg                          | X       | X       | X      | X    | X         | David Cronenberg - Retrospektive     |
| Waxwork II: Lost in Time                                 | Spaceshift | USA                              | 1992 | Anthony Hickox                            | X       | X       | X      | -    | X         | Premieren Previews                   |
| Wedlock                                                  | -- | USA                              | 1991 | Lewis Teague                              | X       | -       | -      | -    | -         | Wiederaufführungen                   |
| Werewolf of London                                       | Der Werwolf von London | USA                              | 1935 | Stuart Walker                             | X       | X       | X      | -    | X         | Universal Classics                   |
| White Sands                                              | White Sands – Der große Deal | USA                              | 1992 | Roger Donaldson                           | X       | X       | X      | -    | X         | Thriller und Killer                  |
| The Wolf Man                                             | Der Wolfsmensch | USA                              | 1941 | George Waggner                            | X       | X       | -      | -    | -         | Universal Classics                   |
| De Johnsons                                              | Das Zeichen | Niederlande                      | 1992 | Rudolf van den Berg                       | X       | -       | -      | -    | -         | Premieren Previews                   |